# Despotatul Serbiei

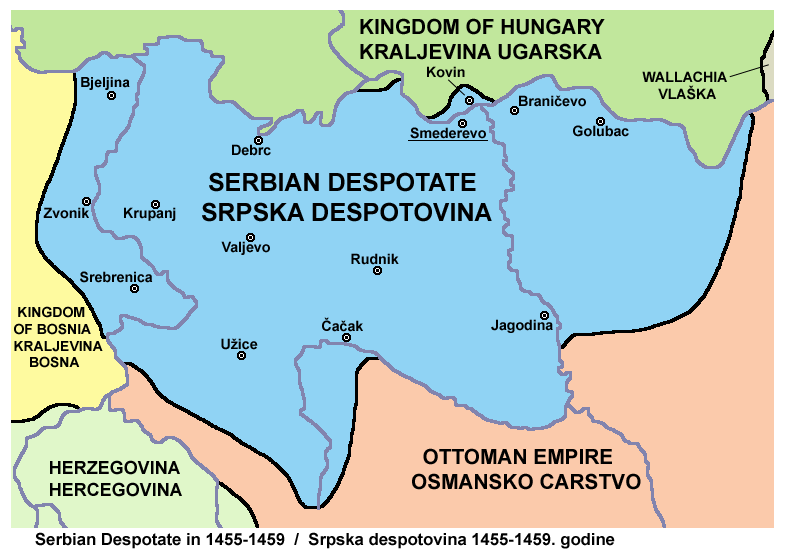

Despotatul Serbiei (în sârbă Српска деспотовина, cu alfabetul latin: Srpska despotovina) este printre ultimele state sârbe cucerite de Imperiul Otoman. După Bătălia de la Kosovo din 1389 a fost considerată ca fiind sfârșitul statului sârb, Despotovina, succesorul Țaratului Sârb și statul prințului Lazăr, în care a dăinuit pentru încă 70 de ani, a cunoscut o renaștere culturală și politică în prima jumătate a secolului al XV-lea înainte de a fi cucerit de otomani în 1459. Iar până la jumătatea anilor 1500, aceasta a continuat chiar și în exilul maghiar.